# Pelophryne saravacensis
Espèce
Pelophryne saravacensis est une espèce d'amphibiens de la famille des Bufonidae.

## Répartition
Cette espèce est endémique du Sarawak en Malaisie orientale, dans le Nord-Ouest de Bornéo. Elle se rencontre sur les monts Tama Abu, Nanga Tekalit, Sungai Segaham et Sungai Pesu.

## Description
Pelophryne saravacensis mesure pour les quatre mâles entre 17,2 et 20,0 mm et pour la femelle 21,6 mm.

## Étymologie
Son nom d'espèce, composé de saravac et du suffixe latin -ensis, « qui vit dans, qui habite », lui a été donné en référence au lieu de sa découverte, le Sarawak.

## Publication originale
- Inger & Stuebing, 2009 : New species and new records of Bornean frogs (Amphibia: Anura). Raffles Bulletin of Zoology, vol. 57, p. 527-535 (texte intégral).